# Washington Heights (Nova York)
Washington Heights és una concentració de població designada pel cens dels Estats Units a l'estat de Nova York. Segons el cens del 2000 tenia 1.318 habitants.

## Demografia
Segons el cens del 2000, Washington Heights tenia 1.318 habitants, 492 habitatges, i 348 famílies. La densitat de població era de 337 habitants per km².
Dels 492 habitatges en un 33,1% hi vivien nens de menys de 18 anys, en un 53,7% hi vivien parelles casades, en un 12,6% dones solteres, i en un 29,1% no eren unitats familiars. En el 23,2% dels habitatges hi vivien persones soles el 10,6% de les quals corresponia a persones de 65 anys o més que vivien soles. El nombre mitjà de persones vivint en cada habitatge era de 2,68 i el nombre mitjà de persones que vivien en cada família era de 3,16.
Per edats la població es repartia de la següent manera: un 26,3% tenia menys de 18 anys, un 6,8% entre 18 i 24, un 31,3% entre 25 i 44, un 23% de 45 a 60 i un 12,7% 65 anys o més.
L'edat mediana era de 36 anys. Per cada 100 dones de 18 o més anys hi havia 85,1 homes.
La renda mediana per habitatge era de 42.981 $ i la renda mediana per família de 52.125 $. Els homes tenien una renda mediana de 30.813 $ mentre que les dones 26.023 $. La renda per capita de la població era de 17.929 $. Entorn del 7,4% de les famílies i el 5,3% de la població estaven per davall del llindar de pobresa.